# AMD FX
AMD FX - это серия высокопроизводительных микропроцессоров AMD для персональных компьютеров, основанная в 2011 году. Процессоры семейства стали первыми 8-ядерными процессорами AMD для настольных компьютеров. При запуске серия была представлена микроархитектурой Bulldozer (под кодовым названием "Zambezi"), а затем в 2012 году на смену ей пришла производная Piledriver (под кодовым названием "Vishera").
Линейка была нацелена на конкуренцию с настольными процессорами Intel Core, в частности, с процессорами на базе архитектур Sandy Bridge и Ivy Bridge.
На смену FX в 2017 году пришла серия процессоров Ryzen, основанных на архитектуре Zen. Конкурентами Ryzen были процессоры Intel более позднего поколения, такие как Skylake.

## История
Серия FX, основанная на архитектуре Bulldozer, была выпущена 12 октября 2011 года. В стартовый модельный ряд входили 4-ядерный FX-4100, 6-ядерный FX-6100, 8-ядерные FX-8120 и FX-8150 Обновление FX на архитектуре Piledriver произошло 23 октября 2012 года. В стартовый модельный ряд вошли обновленные 4-ядерный FX-4300, 6-ядерный FX-6300, 8-ядерные FX-8320 и FX-8350.

## Особенности
И в Zambezi, и в Vishera использовалась модульная конструкция, содержащая два ядра в одном модуле.
- Серия FX-8: 4 двухъядерных модуля в процессоре;
- Серия FX-6: 3 двухъядерных модуля;
- Серия FX-4: 2 двухъядерных модуля.

Процессоры имели общий модуль для чисел с плавающей запятой.
- Все модели изготовлены с использованием матриц Orochi, в разъеме AM3+;
- Все модели поддерживают до 4 модулей памяти DDR3.

В отличие от большинства своих аналогов от Intel, чипы FX не имели встроенной графики, что характерно скорее для процессоров линейки AMD APU. 

## Модели
См. Список микропроцессоров AMD FX

## Критика
После запуска серия FX была подвергнута критике со стороны рецензентов. Из-за того, что несколько ядер совместно используют общие ресурсы, большинство задач в линейке FX выполнялись значительно медленнее, чем в аналогичных процессорах Intel Sandy Bridge. Во многих однопоточных приложениях производительность была хуже, чем в предыдущем поколении микропроцессоров Phenom II. Энергопотребление этой линейки, хотя и не такое низкое, как у Phenom II, все же было хуже, чем у того, что в то время предлагала Intel. Линейка AMD FX за время своего существования в целом показала худшие результаты, чем ее конкуренты от Intel. Производительность с плавающей запятой была относительно низкой из-за использования одного общего математического сопроцессора (FPU) на модуль. Большинство игр также не могли воспользоваться преимуществами большого количества ядер, которые обеспечивала серия.
В 2015 году AMD обвинили в недостоверной рекламе количества ядер в линейке FX. В заявлении говорилось, что, поскольку ядра серии FX используют общие ресурсы, такие как FPU, фактическое количество ядер не соответствовало заявленному. Компания урегулировала спор во внесудебном порядке и решила добровольно выплатить в общей сложности 12,1 миллиона долларов жителям Калифорнии, которые купили процессоры FX.